# Калманська сільська рада
Калма́нська сільська рада (рос. Калманский сельский совет) — сільське поселення у складі Калманського району Алтайського краю Росії.
Адміністративний центр — село Калманка.

## Населення
Населення — 3534 особи (2019; 4078 в 2010, 4306 у 2002).

## Склад
До складу сільської ради входять:
| Населений пункт | Населення, осіб (2002) | Населення, осіб (2010) |
| --------------- | ---------------------- | ---------------------- |
| Калманка, село  | 3657                   | 3440                   |
| Троїцьк, селище | 649                    | 638                    |